# Беванья
Беванья (італ. Bevagna) — муніципалітет в Італії, у регіоні Умбрія,  провінція Перуджа.
Беванья розташована на відстані близько 120 км на північ від Рима, 28 км на південний схід від Перуджі.
Населення — 5120 осіб (2014).
Щорічний фестиваль відбувається 6 червня. Покровитель — San Vincenzo.

## Демографія
Населення за роками:

Станом на 1 січня 2023 року в муніципалітеті офіційно проживало 319 іноземців з 35 країн, серед них 143 громадяни країн Євросоюзу та 24 громадяни України.

## Сусідні муніципалітети
- Каннара
- Фоліньйо
- Гуальдо-Каттанео
- Монтефалько
- Спелло

## Галерея зображень

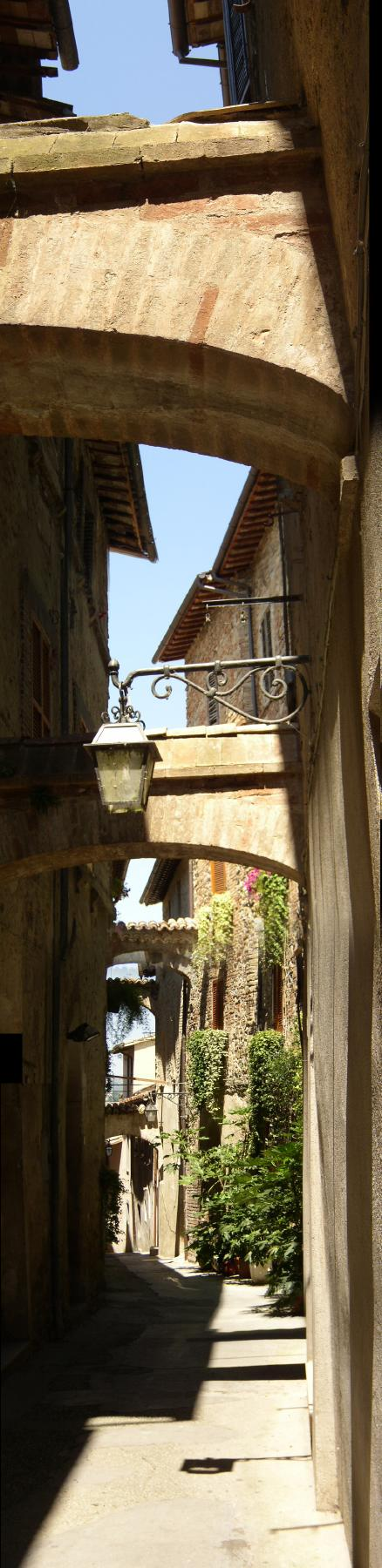
Una via del paese.
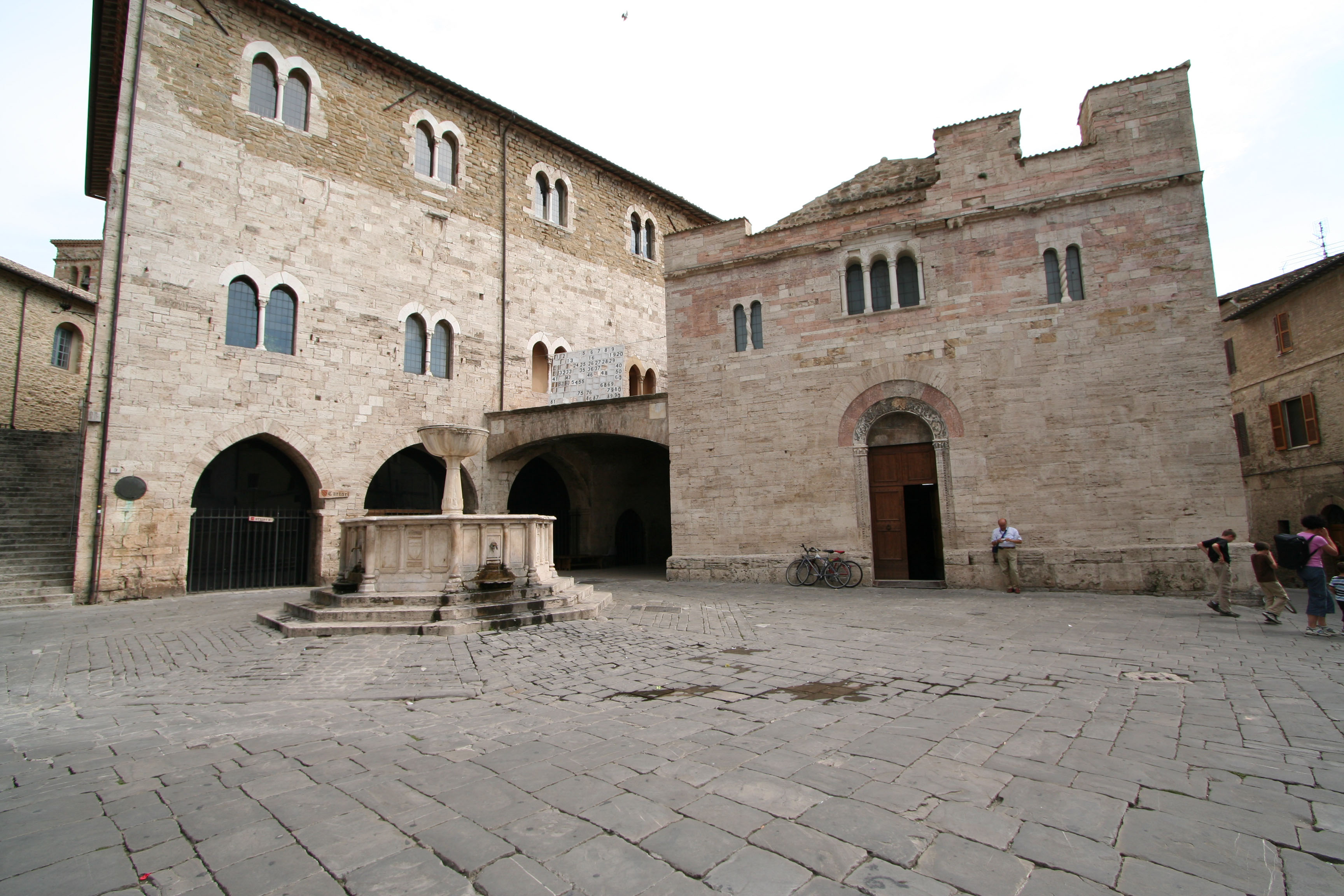
Piazza Silvestri.
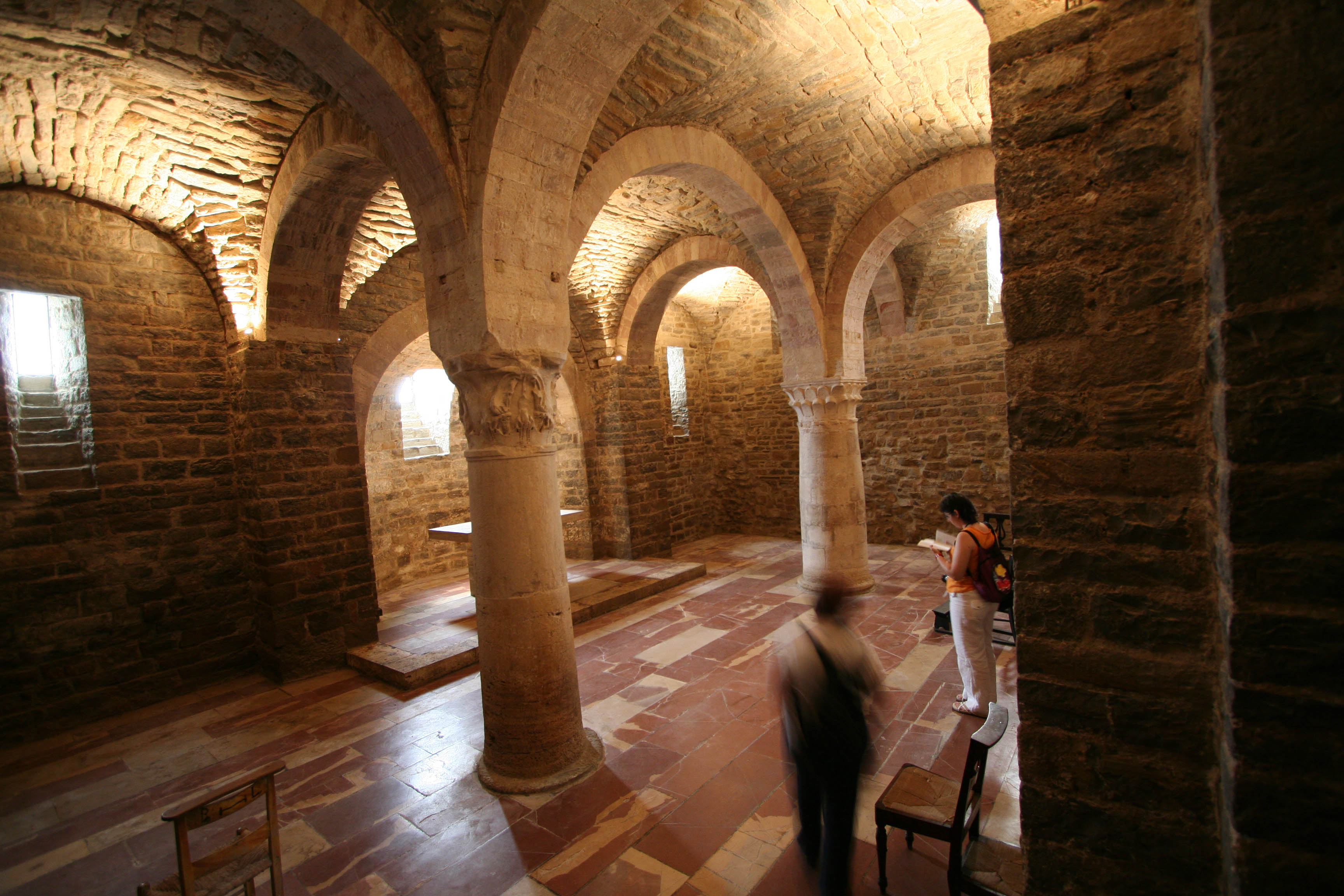
Cripta della chiesa di S. Silvestro.